# Квартник

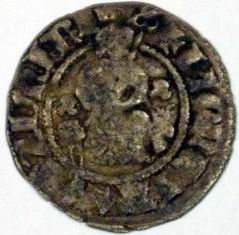
Квартник Казимира III

Квартник (лат. quarta,  quartensis, пол. kwartnik) — польська срібна монета номіналом 1/4 шкойця, 1/6 гроша чи 1/96 польської гривні, яка в XIV столітті важила приблизно 200 г. Карбування почалось в 1337—1338 роках, тривало до 1403 року. Наприкінці XIV ст. вартував 3 денарії, тому отримав назву «третяк», чи «тернар». Через незначну кількість емітованих краківських грошів став домінуючою монетою тогочасної Польщі разом з півгрошем.
У Львові карбувались як «автономні монети» приблизно до 1379 року після захоплення Галицько-Волинського князівства Польщею в 1340 році. Їм на зміну почали карбувати так звані «львівські півгроші».